# Dzmitryj Kłoczak
Dzmitryj Iwanawicz Kłoczak (biał. Дзмітрый Іванавіч Клочак, ukr. Дмитро Іванович Клочек, Dmytro Iwanowycz Kłoczek; ros. Дмитрий Иванович Клочек, Dmitrij Iwanowicz Kłoczek; ur. 1 stycznia 1972 w Witebsku) – białoruski piłkarz ukraińskiego pochodzenia występujący na pozycji obrońcy lub pomocnika.

## Kariera klubowa
Karierę seniorską rozpoczął w 1992 roku w klubie Kolas Wustie, gdzie występował przez 1,5 sezonu na poziomie II ligi. W 1993 roku przeszedł do ukraińskiego Naftochimika Krzemieńczuk (IV liga), gdzie zaliczył 6 ligowych spotkań. W latach 1993–1994 występował w Lakamatyu Witebsk w barwach którego rozegrał 28 meczów w Wyszejszajej Lidze. W dalszej kolejności kontynuował on karierę w Budauniku Witebsk (spadek z II ligi), Maksimiu-Orsza Orsza (awans do II ligi) oraz Biełszynie Bobrujsk, dla której w sezonie 1996 rozegrał 3 spotkania w białoruskiej ekstraklasie.
Jesienią 1997 roku Kłoczak przeszedł do Rakowa Częstochowa. 18 października 1997 zadebiutował w I lidze w przegranym 2:3 meczu z Odrą Wodzisław Śląski. Ogółem rozegrał dla Rakowa 3 ligowe spotkania, nie zdobył żadnej bramki. Na początku 1998 roku został on zawodnikiem Hranitu Mikaszewicze z którym niespełna rok później wywalczył awans do Pierszajej Lihi. W rundzie wiosennej sezonu 2000 występował w nowo powstałym klubie Daryda Miński rejon (III kategoria rozgrywkowa). W drugiej połowie 2000 roku przeniósł się on do drugoligowej Zorki-WA-BDU Mińsk, w barwach której zakończył karierę zawodniczą w 2001 roku.